# موریا (آذربایجان)
موریا (به لاتین: Murya، به تالشی: مویو Muyo) یک منطقه مسکونی در جمهوری آذربایجان است که در شهرستان لریک واقع شده‌است. موریا ۱۰۶۵ نفر جمعیت دارد.